# كلاينر بانزربيفواجن
كلاينر بانزربيفواجن ( (بالإنجليزية: light armored command vehicle)، والمعروفة أيضًا بتسمية Sd.Kfz. 265، كانت أول مركبة قيادة مدرعة تابعة للجيش الألماني؛ من فئة مركبات القتال المدرعة المصممة لتزويد قائد وحدة الدبابات بسرعة الحركة والاتصالات في ساحة المعركة. تطوير أول دبابة منتجة على نطاق واسع للجيش، وهي بانزر-1 أوسف. إيه، و SDKKZ. شهدت الدبابة عمليات عسكرية كبيرة خلال السنوات الأولى من الحرب، حيث خدمت في وحدات البانزر خلال عام 1942 ومع تشكيلات أخرى حتى وقت متأخر من الحرب. 